# Andranik Voskanyan
Andranik Samveli Voskanyan (in armeno Անդրանիկ Սամվելի Ոսկանյան?; in russo Андраник Самвелович Восканян?, Andranik Samvelovič Voskanjan; Erevan, 11 aprile 1990) è un ex calciatore armeno, di ruolo difensore.

## Palmarès

### Club

#### Competizioni nazionali
- Coppa d'Armenia: 2

Mika Erevan: 2011
Alaškert: 2018-2019
- Supercoppa d'Armenia: 3

Mika Erevan: 2012
Alaškert: 2016, 2018
- Campionato armeno: 3

Alaškert: 2015-2016, 2016-2017, 2017-2018